# Oxydesmus levigatus
Oxydesmus levigatus är en mångfotingart som beskrevs av Carl Graf Attems 1899. Oxydesmus levigatus ingår i släktet Oxydesmus och familjen Oxydesmidae. Inga underarter finns listade i Catalogue of Life.